# المكتب الفرنسي لحماية اللاجئين وعديمي الجنسية
المكتب الفرنسي لحماية اللاجئين والأشخاص عديمي الجنسية (OFPRA) هو مؤسسة عامة إدارية مسؤولة عن ضمان تطبيق اتفاقية جنيف في 28 تموز (يوليو) 1951 المتعلقة بوضع اللاجئين واتفاقية نيويورك لعام 1954.
يقع المكتب الرئيسي للأوفبرا في 94 فونتوناي سو بوا، حيث تتم معالجة جميع طلبات اللجوء المودعة في فرنسا. كما تقوم الأوفبرا بمراجعة طلبات اللجوء في غوادلوب من خلال مكاتب مؤقتة ودائمة، في كايين (غويانا) ويتعامل مع الطلبات المقدمة في غويانا ومنطقة البحر الكاريبي.
منذ عام 2012، المدير العام للأوفبرا هو باسكال برايس.

## المهام
للأوفبرا ثلاث مهام رئيسية
- دراسة طلبات الحماية الدولية على أساس اتفاقيات جنيف في 28 يوليو 1951 ونيويورك في 28 سبتمبر 1954 و CESEDA قانون دخول وإقامة الأجانب وحق اللجوء.
- الحماية القانونية والإدارية للاجئين وعديمي الجنسية المعترف بهم، والمستفيدين من الحماية الفرعية.
- وبالإضافة إلى ذلك، فإن أوفبرا لها دور استشاري في سياق إجراءات اللجوء على الحدود. وهي تقدم رأيا لوزير الداخلية.

## التنظيم
منذ عام 2012، يرأس الأوفبرا باسكال برايس. وفي الإدارة حالياً ايضاً أمين عام، وأمين عام مساعد ومديرة مكتب.

### التقسيمات الجغرافية
تتم معالجة طلبات اللجوء في ست إدارات تسمى أقسام التحقيق الجغرافي، تحمل اسم شخص مشهور تم الاعتراف به كلاجئ في فرنسا. منذ يناير 2017، تم تقسيمها إلى قطبين: مجموعة أوروبا وآسيا ومجموعة الأمريكتين وأفريقيا.

#### قسم آسيا وأوروبا
- قسم أوروبا - ماريا كاساريس (الاتحاد الأوروبي)
- قسم آسيا - عتيق رحيمي
- قسم أوروبا آسيا - رودولف نوريف

#### مجموعة الأمريكتين - إفريقيا
- قسم افريقيا - جيفري اوريما
- قسم الأمريكتين والمغرب العربي - ميغيل انخيل استريلا
- قسم الأمريكتين - إفريقيا - مايا سريدوتس

### قسم الحماية
يصدر قسم الحماية التابع للمكتب ما يقرب من 300000 وثيقة سنويًا لفائدة لأشخاص الطالبين للجوء.حسب النصيين القانونيين ل.721-2 و ل 812-4، هؤلاء الأشخاص هم الغير قادرون على الاتصال بسلطات بلدهم الأصلي أو إقامتهم للحصول على وثائقهم اللازمة.
إضافة إلى ذلك، من مهام القسم معالجة جميع الأحداث المهمة في الحياة المدنية اليومية لطالبي اللجوء ومعالجة جميع الإجراءات الضرورية للحفاظ على اللجوء.
قسم الحماية مسؤول عن:
- إعادة تشكيل وثائق الأحوال المدنية
- تغيير إجراء الاسم الأول
- تسليم الكتيبات العائلية
- إصدار الوثائق الإدارية

### قسم الإعلام والتوثيق والبحث
تتمثل المهمة الرئيسية لهذا القسم في توفير الدعم الأكاديمي من خلال تزويد موظفي الوكالة بمعلومات موثوقة وموضوعية وشفافة ومحدثة عن البلدان المعنية بهدف المساهمة في أخذ قرار عادل حول حق اللجوء. كما أنه مسؤول عن نشر المعلومات الملتعلقة بمفهوم الحماية من خلال قاعدة بيانات تشغيلية حقيقية يديرها . أخيرا، قسم الإعلام والتوثيق و البحث مسؤول عن تدريب مدربي الحماية في بلدانهم الأصلية.

### قسم اللجوء عند الحدود
يتم تدريب ضباط المدربون في قسم اللجوء عند الحدود مباشرة في قسم الانتظار في مطار شارل ديغول، بالقرب من هياكل الإسكان. تُعقد جلسات الاستماع في المكاتب التي تضعها وزارة الداخلية تحت تصرف المكتب الفرنسي لحماية اللاجئين والأشخاص عديمي الجنسية.

## منظمات مماثلة في أوروبا
- ألمانيا: المكتب الاتحادي للهجرة واللاجئين
- بلجيكا: المفوضية العامة لللاجئين وعديمي الجنسية
- هولندا: دائرة الهجرة والتجنس
- المملكة المتحدة: وكالة الحدود بالمملكة المتحدة
- سويسرا: كتابة الدولة للمهاجرين